# 孟特穆
孟特穆（メンテム、モンティムール、満州語:ᡩᡠᡩᡠ
ᠮᡝᠩᡨᡝᠮᡠ，転写：dudu mengtemu、漢字表記：猛哥帖木耳、孟哥帖木児）は、清朝宗室（愛新覚羅氏）の遠祖とされる伝説上の人物。清朝では肇祖原皇帝（deribuhe mafa da hūwangdi）と追号されている。

## 概略
清朝の所伝によると都督孟特穆（dudu mengtemu）と称し、乱を避けてオドリ・ヘチェン（ᠣᡩᠣᠯᡳ
ᡥᡝᠴᡝᠨ, odoli hecen, 鄂多里城）から亡命したファンチャ（ᡶᠠᠨᠴᠠ, fanca、樊察、凡察）の子孫ということになっている。知略にとみ、祖先の仇討ちのために旧敵の子孫40数名をオドリ（odoli、鄂多里）の西方1500里のヘトゥアラ（hetu ala、赫図阿拉、奉天省興京老城）に誘い、半分を殺し半分は人質とした。さらに捕らえられていた同族の釈放を要求し、部族を率いて旧領を回復しヘトゥアラに居住するようになったという。
これらの伝説のもとになったのは、明朝や朝鮮の記録に見える女真族の孟哥帖木児と推測される。イラン・トゥメン（ilan tumen、移蘭豆漫）の一部であるオドリ（ᠣᡩᠣᠯᡳ, odoli、鄂多里、斡朶里）の城主であり、洪武24年（1391年）頃に斡木河（現在の会寧市）に入り、永楽4年（1406年）頃に建州左衛指揮使に任命された。朝鮮の記録ではその一族は「童氏」として知られ、清朝の記録では「佟氏」である。
朝鮮の記録は『満州実録』（ᠮᠠᠨᠵᡠ ᡳ
ᠶᠠᡵᡤᡳᠶᠠᠨ
ᡴᠣᠣᠯᡳ, manju i yargiyan kooli）などの記載と矛盾し、例えば孟特穆の祖先であるはずのファンチャは実の弟で、孟特穆が敵に殺された時に危うく逃げ延びたと伝える。漢学者の中島竦は、オドリの女真人は朝鮮に当時の記録が残され、そうした記録がない満州人の伝より信頼が置けると考えた。